# Kamermayer Károly

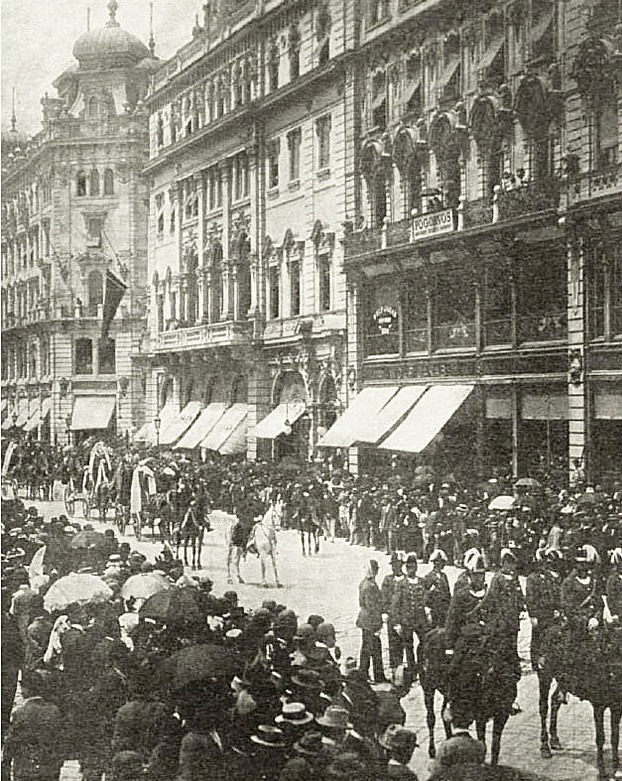
Kamermayer Károly temetési menete az országos kaszinó új épülete előtt a Kossuth Lajos utcában

Kamermayer Károly (névváltozata Kammermayer) (Pest, 1829. május 14. – Abbázia, 1897. június 5.) miniszteri tanácsos, Budapest első polgármestere, Csárdi Antal szépapja.

## Ifjúsága
Jómódú pesti polgárcsaládban született. Apja Kamermayer József gyárigazgató, édesanyja Emerling Anna volt. Középiskoláit Pesten elvégezve, a jogi tanfolyamot hallgatta Egerben, majd Pesten. 1848 elején még a pozsonyi országgyűlésen vett részt (az ifjak közt), ám a szabadságharc őszi kezdetére otthagyta az egyetemet, és honvédnak állt. Csakhamar hadnaggyá nevezték ki. Hősiesen küzdötte végig a szabadságharcot; részt vett a szolnoki, hatvani, kápolnai, isaszegi és cinkotai ütközetekben, Buda bevételénél és a peredi csatában. Klapka hősies magatartásáért főhadnaggyá léptette elő. A komáromi kapituláció után Pestre tért vissza, és újra beiratkozott a jogra.

## Hivatalnoki karrierje
Mivel önmagát kellett eltartania, Buda városához állott be napidíjasnak, és 1857-ben tanácsi titkárrá nevezték ki, a pesti dologháznál tisztviselő volt. Karrierje az 1860-as politikai fordulat hatására kezdett felívelni. Ekkor Buda városának hivatalnoki karába számos 1848-as hazafit választottak be – köztük őt is. Tehetséges hivatalnoknak bizonyult, szorgalma mellett Buda város közgyűlésén Széchenyi István gróf fölött mondott emlékbeszédének hatása is hozzájárult ahhoz, hogy rövid idő múlva kivívta magának a főjegyzői hivatalt. Pozícióját politikai szereplésre használta: emlékezetes 1861-es beszéde, amit az abszolutizmus ellen mondott.
1867-től már pesti tanácsnokként felelt a közegészségügyi és köztisztasági ügyekért. Nevéhez fűződik a közvágóhíd megépítése is.

## Budapest első polgármestere

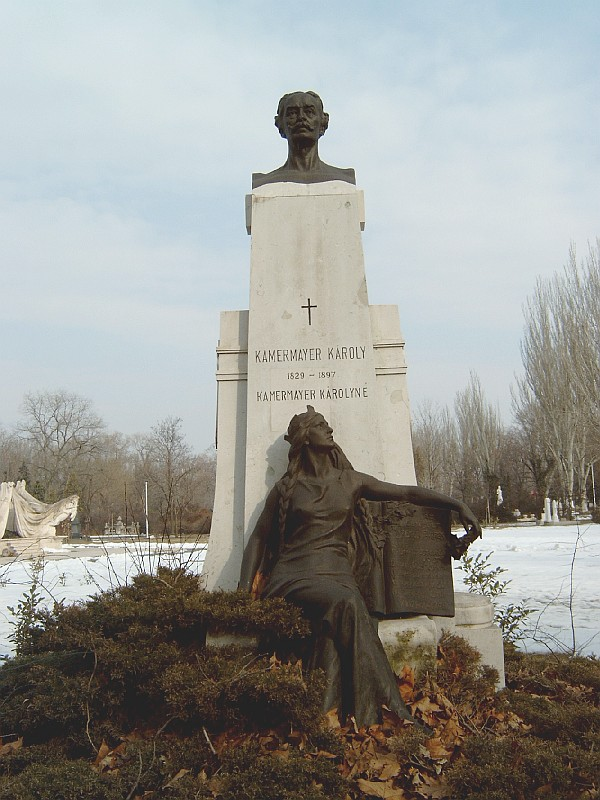
Kamermayer Károly sírja Budapesten. Kerepesi temető 28-díszsor-36. Donáth Gyula alkotása

1873-ban, az egyesített Budapest megszületésekor a népszerű várospolitikust nagy többséggel választották meg polgármesternek. (Ez jelentette a város gyakorlati vezetését, míg az inkább reprezentatív és ellenőrző szereppel létrehozott főpolgármesteri tisztségre Ráth Károlyt választották.)
További három terminust is kitöltött pozíciójában: 1879-ben, 1885-ben és 1891 is újraválasztották. 1896-ig – 23 éven át – állt a főváros élén. Ő alapította a Fővárosi Egyletet, ahol a főváros fejlődése érdekében sok életrevaló eszmét pendítettek meg.
Nevéhez fűződik a város új, korszerűbb közigazgatásának kiépítése, a hivatalok, ügyosztályok munkájának beindítása, az új kerületi elöljáróságok megszervezése. Ugyanakkor odafigyelt az infrastrukturális fejlesztésekre is: korszerűsíttette a városi közúthálózatot, s polgármestersége alatt szépen fejlődött a város víz- és csatornahálózata is. Az egyik legnagyobb beruházás, ami a nevéhez fűződik, a Fővám téri Nagyvásárcsarnok megépítése. 1896-ban betegségére hivatkozva nyugdíjazását kérte, így a vásárcsarnok átadásán már nem polgármesterként, hanem mint egyszerű polgár vett részt.
Az 1876-os budapesti árvíz alkalmával tanúsított működéséért a III. osztályú Vaskorona-rendet kapta; az 1879-es szegedi árvíz, a boszniai okkupáció alkalmából királyi elismerésben részesült. 1893-ban miniszteri tanácsosi címet kapott.
1897-ben Abbáziában hunyt el, hamvai a Kerepesi temetőben, díszes síremlék alatt nyugszanak.

## Házassága és gyermekei
1863. július 14-én Pesten feleségül vette remetei és pogányesti Sebastiani Klotildot (1839–1911). A frigyből született:
- Kamermayer Irma (1866-?)
- Kamermayer Anna Alojzia (1870-?)

## Emlékezete
Szobrot 1942-ben emeltek neki, amely ma is áll a róla elnevezett belvárosi terecskén, az Invalidus-ház és a pesti megyeháza között.